# کابینت (سیگار)
کابینت  (به انگلیسی: Cabinet) یک برند سیگار ایجاد شده در جمهوری دمکراتیک آلمان است؛ مالک فعلی این برند Reemtsma, بخشی از امپریال توباکو است. این برند در سال ۱۹۷۲ پایه‌گذاری گردید.